# Nyholm, Hovedstaden
Nyholm är en ö i Danmark. Den ligger i regionen Region Hovedstaden, i den östra delen av landet. På Nyholm finns tät bebyggelse.